# Вайкендорф
Вайкендорф (нем. Weikendorf) — ярмарочная коммуна (нем. Marktgemeinde) в Австрии, в федеральной земле Нижняя Австрия.
Входит в состав округа Гензерндорф. Население составляет 1928 человек (на 31 декабря 2005 года). Занимает площадь 46,3 км². Официальный код — 30860.

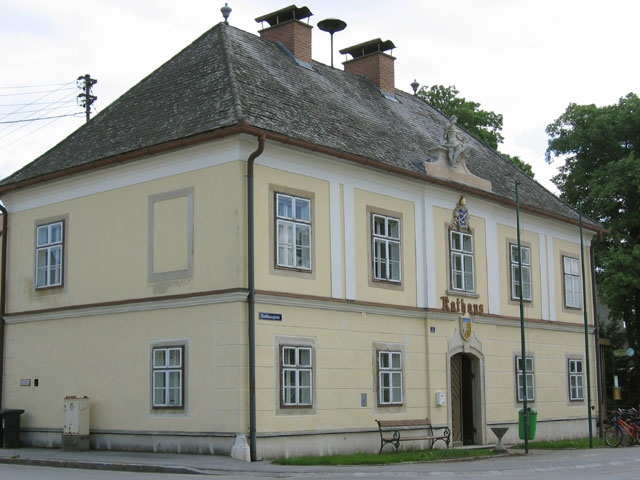
Ратуша

## Политическая ситуация
Бургомистр коммуны — Йохан Циммерман (АНП) по результатам выборов 2005 года.
Совет представителей коммуны (нем. Gemeinderat) состоит из 19 мест.
- АНП занимает 11 мест.
- СДПА занимает 6 мест.
- АПС занимает 2 места.